# 川崎由紀子
川崎 由紀子（かわさき ゆきこ、英語: Yukiko Kawasaki, 1977年7月31日 - ）は、日本の女性フィギュアスケート選手(ペア、女子シングル)。北海道出身。麗澤大学卒業。パートナーはアレクセイ・ティホノフ。
1994年世界フィギュアスケート選手権ペア種目日本代表、1993年NHK杯国際フィギュアスケート競技大会同3位。

## 経歴
7歳でスケートを始めた。北海道に在住していたが、小学6年の時に指導環境を求めて単身千葉県松戸市に移り、新松戸DLLを拠点として無良隆志の指導を受けた。この頃のクラブメイトには井上怜奈らがいる。
女子シングル選手として1991-95年の全日本Jr.選手権では2位・3位に各2回入賞し世界Jr.選手権にも日本代表として出場した。
この間、1992年からはアレクセイ・ティホノフとペアでも活動し、1992-93年の全日本選手権で2連覇を果たした他、1993年のNHK杯では、同大会の日本人選手としては最高位タイとなる3位に入った。1998年の長野五輪代表候補とも目されたが、1994年にペアを解散。以後はシングル選手としての活動のみとなる。
大学進学後には新横浜に拠点を移し佐藤久美子、佐藤信夫夫妻の指導を受けた。1999年にはアジア冬季競技大会に出場した。1999-2000年シーズン終了後、大学卒業とともに競技引退。以降はショースケーターとしてプリンスアイスワールドでの活動がある。

## 主な戦績

### ペア
- アレクセイ・ティホノフとのペア

| 大会/年        | 1992-93 | 1993-94 |
| -------------- | ------- | ------- |
| 世界選手権     |         | 15      |
| 全日本選手権   | 1       | 1       |
| NHK杯          |         | 3       |
| ネイションズ杯 |         | 4       |

### 女子シングル
| 大会/年         | 1990-91 | 1991-92 | 1992-93 | 1993-94 | 1994-95 | 1995-96 | 1996-97 | 1997-98 | 1998-99 | 1999-00 |
| --------------- | ------- | ------- | ------- | ------- | ------- | ------- | ------- | ------- | ------- | ------- |
| 全日本選手権    |         |         |         |         |         | 7       | 12      | 9       | 11      | 11      |
| アジア大会      |         |         |         |         |         |         |         |         | 7       |         |
| 世界Jr.選手権   | 11      |         |         |         |         |         |         |         |         |         |
| 全日本Jr.選手権 | 2       | 3       |         | 3       | 2       |         |         |         |         |         |

#### 詳細
| 開催日              | 大会名                                         | SP | FS | 結果 |
| ------------------- | ---------------------------------------------- | -- | -- | ---- |
| 1999年12月24日-26日 | 第68回全日本フィギュアスケート選手権（福岡）   | 16 | 10 | 11   |
| 1999年01月15日-17日 | 第67回全日本フィギュアスケート選手権（新横浜） | 17 | 7  | 11   |
| 1997年12月12日-14日 | 第66回全日本フィギュアスケート選手権（神戸）   | 9  | 9  | 9    |